# Утімура Кохей
Утімура Кохей  (яп. 内村 航平, нар. 3 січня 1989) — японський гімнаст, дворазовий абсолютний олімпійський чемпіон, багаторазовий олімпійський медаліст, багаторазовий чемпіон світу.
10 січня 2022 року оголосив про завершення спортивної кар'єри.

## Виступи на Олімпіадах
| Олімпіада   | Дисципліна         | Місце             |
| ----------- | ------------------ | ----------------- |
| Пекін 2008  | абсолютний залік   | 2                 |
| Пекін 2008  | командний залік    | 2                 |
| Пекін 2008  | вільні вправи      | 5                 |
| Пекін 2008  | паралельні бруси   | 10 (кваліфікація) |
| Пекін 2008  | перекладина        | 15 (кваліфікація) |
| Пекін 2008  | кільця             | 43 (кваліфікація) |
| Пекін 2008  | кінь               | 42 (кваліфікація) |
| Лондон 2012 | командний залік    | 2                 |
| Лондон 2012 | абсолютний залік   | 1                 |
| Лондон 2012 | вільні вправи      | 2                 |
| Ріо 2016    | командна першість  | 1                 |
| Ріо 2016    | абсолютна першість | 1                 |
| Ріо 2016    | вільні вправи      | 5                 |